# العلاقات الجامايكية السلوفينية
العلاقات الجامايكية السلوفينية هي العلاقات الثنائية التي تجمع بين جامايكا وسلوفينيا.

## مقارنة بين البلدين
هذه مقارنة عامة ومرجعية للدولتين:
| وجه المقارنة                                              | جامايكا       | سلوفينيا                                                      |
| --------------------------------------------------------- | ------------- | ------------------------------------------------------------- |
| المساحة (كم2)                                             | 10.99 ألف     | 20.27 ألف                                                     |
| عدد السكان (نسمة)                                         | 2.95 مليون    | 2.07 مليون                                                    |
| الكثافة السكانية (ن./كم²)                                 | 268.43        | 102.12                                                        |
| العاصمة                                                   | كينغستون      | ليوبليانا                                                     |
| اللغة الرسمية                                             | لغة إنجليزية  | اللغة السلوفينية، اللغة الإيطالية، لغة مجرية                  |
| العملة                                                    | دولار جامايكي | يورو، تولار سلوفيني                                           |
| الناتج المحلي الإجمالي (بليون دولار)                      | 14.77 مليار   | 48.77 مليار                                                   |
| الناتج المحلي الإجمالي (تعادل القوة الشرائية) بليون دولار | 24.79 مليار   | 66.01 مليار                                                   |
| الناتج المحلي الإجمالي الاسمي للفرد دولار أمريكي          | 5.23 ألف      | 20.73 ألف                                                     |
| الناتج المحلي الإجمالي للفرد دولار أمريكي                 | 8.88 ألف      | 30.40 ألف                                                     |
| مؤشر التنمية البشرية                                      | 0.719         | 0.880                                                         |
| رمز المكالمات الدولي                                      | +1876         | +386                                                          |
| رمز الإنترنت                                              | .jm           | .si                                                           |
| المنطقة الزمنية                                           | 00            | توقيت وسط أوروبا، ت ع م+01:00، ت ع م+02:00، أوروبا/ليوبليانا ‏ |

## منظمات دولية مشتركة
يشترك البلدان في عضوية مجموعة من المنظمات الدولية، منها:
| علم المنظمة | اسم المنظمة                               | تاريخ انضمام جامايكا | تاريخ انضمام سلوفينيا |
| ----------- | ----------------------------------------- | -------------------- | --------------------- |
|             | يونسكو                                    | 7 نوفمبر 1962        | 27 مايو 1992          |
|             | وكالة ضمان الاستثمار متعدد الأطراف        | 12 أبريل 1988        | 19 مارس 1993          |
|             | الأمم المتحدة                             | 18 سبتمبر 1962       | 22 مايو 1992          |
|             | الاتحاد البريدي العالمي                   | ?                    | ?                     |
|             | البنك الدولي للإنشاء والتعمير             | 21 فبراير 1963       | 25 فبراير 1993        |
|             | المنظمة الهيدروغرافية الدولية             | ?                    | ?                     |
|             | الاتحاد الدولي للاتصالات                  | 18 فبراير 1963       | 16 يونيو 1992         |
|             | منظمة حظر الأسلحة الكيميائية              | ?                    | ?                     |
|             | مؤسسة التمويل الدولية                     | 31 مارس 1964         | 25 فبراير 1993        |
|             | المركز الدولي لتسوية المنازعات الاستشارية | 14 أكتوبر 1966       | 6 أبريل 1994          |
|             | منظمة التجارة العالمية                    | ?                    | ?                     |
|             | منظمة الشرطة الجنائية الدولية             | ?                    | ?                     |

## وصلات خارجية
- موقع وزارة الخارجية الجامايكية
- موقع وزارة الخارجية السلوفينية